# 羽短鰭鰻
羽短鰭鰻，為輻鰭魚綱鰻鱺目糯鰻亞目蛇鰻科的其中一種，分布於東太平洋區，從加利福尼亞灣至哥倫比亞、加拉巴哥群島海域，棲息深度1-35公尺，體長可達53.5公分，棲息在沙底質海域，為底棲性魚類，屬肉食性，生活習性不明。

## 擴展閱讀
維基物種上的相關：羽短鰭鰻